# 사랑은 맛있다
《사랑은 맛있다》는 OCN에서 2008년 12월 18일 방영되었던 1부작 드라마이다.

## 줄거리
두 남자의 특별한 '스토리 푸드'가 펼쳐진다.
스스로 천재 요리사라고 자부하던 한서는 레스토랑을 경영하던 전직 조폭 출신의 삼촌 태수가 자신의 레스토 랑으로 오라는 제안을 하고, 한서는 그것에서 비록 엄청난 괴짜지만 매주 새로운 레시피를 개발해 내는 천재 요리사 종현을 만나게 된다. 그의 첫 인상은, 여자를 밝히는 색골에 대낮부터 술병을 끼고 있는 알콜홀릭으로 겉만 요리사지 실상은 기도 안차는 플레이보이였다.
그러나, 발군인 그의 요리실력에 한서는 놀라게 되고, 그 비결이 과거 본인이 만났던 여자와의 연애담과 사랑이야기를 하면서 그 여자를 꼭 닮은 스토리 푸드를 만드는 데 있다는 것을 알게 된다. 그의 행색과 요리 스타일이 마음에 들지 않는 한서, 그러나 환상적인 그 맛에 이끌려 그의 스토리 푸드를 듣게 되는데...
"이태리식 퓨존 취계로스트와 죽순을 곁들이 닭고기 콘소메" 이 요리에 어울리는 여자는 누구일지...

## 출연진
- 손호영 - 윤한서 역 : 프랑스 최고의 '파리 꼬르동 블루'를 수석으로 졸업한 천재 요리사. 삼촌에 의해, '아모르'의 주방에서 새로운 경험을 하게 된다.
- 심형탁 - 김종현 역 : 일반적 레서피를 거부하는 '필' 중심의 요리사. 항상 주위에 여성들이 들끓는 플레이보이다. 그의 색다른 경험에 의해서, '스토리 푸드'가 시작 되는데...
- 김병옥 - 진태수 역 : 한서의 삼촌이자 '아모르'의 사장으로 전직 유명한 전국구 조폭이다.
- 김신영 - 김신영 역 : '아모르'의 주방장 보조로 외모와는 달리, 멋진 로맨스를 꿈꾸는 꿈 많은 여성.
- 이인혜 - 한여경 역 : 터프하지만 귀여운 강력계 여형사. 김종현의 첫사랑.
- 이소원 - 권윤아 역 : 한여경의 섹시한 친구.
- 이유진
- 김윤경
- 염경환